# Funchal

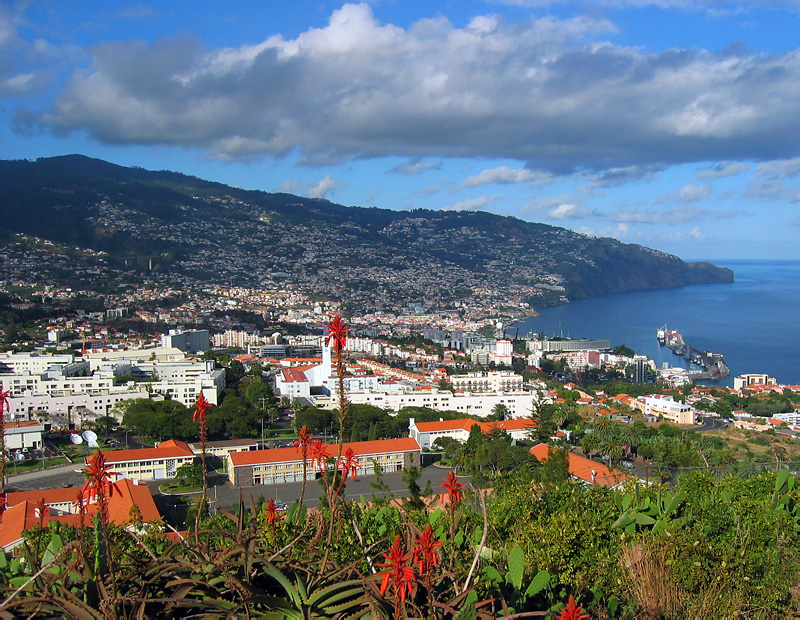
Panoramă a orașului

Funchal (populație aproximativ 110.000 locuitori în 1991) este capitala Insulelor Madeira din Oceanul Atlantic, insule care țin de Portugalia. A fost fondat de João Gonçalves Zarco în 1421 și ridicat la rangul de oraș de către regele portughez Manuel I în 1508.
În secolul al XVI-lea Funchal a fost un important punct de tranzit între Indii și Lumea Nouă, și era considerat a fi un loc cu bunăstare. A fost și punctul de plecare al zahărului și vinului de Madeira.
Între 1892 și 1905, Portugalia a emis o serie de timbre poștale cu inscripția "Funchal", dar a revenit la denumirea de Madeira.
Orașul este declarat, sau mă rog, așa spun localnicii, că ar fi cel mai curat și pitoresc oraș al Europei. (eu una nu cred că se înșeală pentru că într-adevăr peisajele sunt incredibile).
Funchal este, de fapt, un oraș modern, cosmopolit, întinerit, bine cunoscut pentru numeroasele sale restaurante de clasă superioară, hoteluri noi de 4 și 5 stele și o climă caldă pe tot parcursul anului. Desigur și Cristiano Ronaldo a avut contribuția lui în a face orașul atât de faimos.
Orașul în sine este amplasat foarte bine, albastru Oceanului Atlantic se confruntă cu un fundal verde al munților din apropiere. Situat în partea de sud a insulei Madeira, pe cea mai însorită coastă unde plantațiile de bananieri și grădinile minunate în care florile înfloresc pe tot parcursul anului se găsesc în adăpostul munților verzi plini de izvoare minerale ceea ce fac ca zona sa fie o importanta destinatie balneoclimaterica .
Funchal este oraș port la Atlantic, portul fiind aproape de oraș și din câte ne povesteau localnicii, vara, în plin sezon, pot vedea peste 4 vase de croazieră ancorate în port.
Madeira este o insulă liniștită, cu un climat cald care, în mod normal nu este afectată de evenimente meteorologice Severe, dar, în 2010 inundațiile din Madeira și alunecările de teren au fost rezultatul unui eveniment meteorologic extrem care a afectat insula Madeira la 20 februarie 2010. Cel puțin 42 de oameni au murit, și cel puțin 100 de persoane au fost rănite. Un asemenea fenomen nu mai fusese întâlnit de la începutul anilor 1800. Zonele turistice și hotelurile au fost practic neafectate, dar potopul a provocat inundații și prejudicii de proporții.                

## Personalități născute aici
- Cristiano Ronaldo (n. 1985), fotbalist.